# Kūlob
Kulob o Külob (in tagico Кӯлоб; in persiano کولاب‎; in russo Куляб?, Kuljab) è una città di 97 500 abitanti della regione di Chatlon, in Tagikistan.

## Storia
Il toponimo risale al 1750. Nel 1921 l'Unione Sovietica industrializzò la città notevolmente, rendendola economicamente importante. Nel 2005 la città di Kulob ha festeggiato il MMDCC anniversario dalla fondazione.